# Вербуватівська сільська рада
| Вербуватівська сільська рада — орган місцевого самоврядування у Юр'ївському районі Дніпропетровської області з адміністративним центром в селі Вербуватівка. Вербуватівська сільська рада розташована в південній частині Юр'ївського району Дніпропетровської області, за 10 км від районного центру, вздовж річки Мала Тернівка. Сільській раді підпорядковані населені пункти: - c. Вербуватівка - с. Долина - с. Нижнянка |

## Історія
В 1992 році, шляхом розділення Варварівської сільської ради, було створено Вербуватівську сільську раду, до складу якої увійшли села Вербуватівка, Долина, Нижнянка з адміністративним центром в с. Вербуватівка.

## Склад ради
Рада складається з 16 депутатів та голови.

## Керівний склад сільської ради
| ПІБ                        | Основні відомості                                                         | Дата обрання | Дата звільнення |
| -------------------------- | ------------------------------------------------------------------------- | ------------ | --------------- |
| Садуненко Валерій Іванович | Сільський голова, 1957 року народження, освіта, безпартійний              | 26.03.2006   | 31.10.2010      |
| Офіцерова Надія Вікторівна | Сільський голова, 1960 року народження, освіта вища, член Партії регіонів | 31.10.2010   |                 |

Примітка: таблиця складена за даними джерела

## Соціальна сфера
На території сільської ради знаходяться такі об'єкти соціальної сфери:
- Вербуватівська неповна середня школа;
- Вербуватівський дошкільний навчальний заклад «Калинка»;
- Вербуватівська лікувальна амбулаторія;
- Вербуватівський сільський будинок культури;
- Вербуватівська сільська бібліотека.